# Springreitweltcup

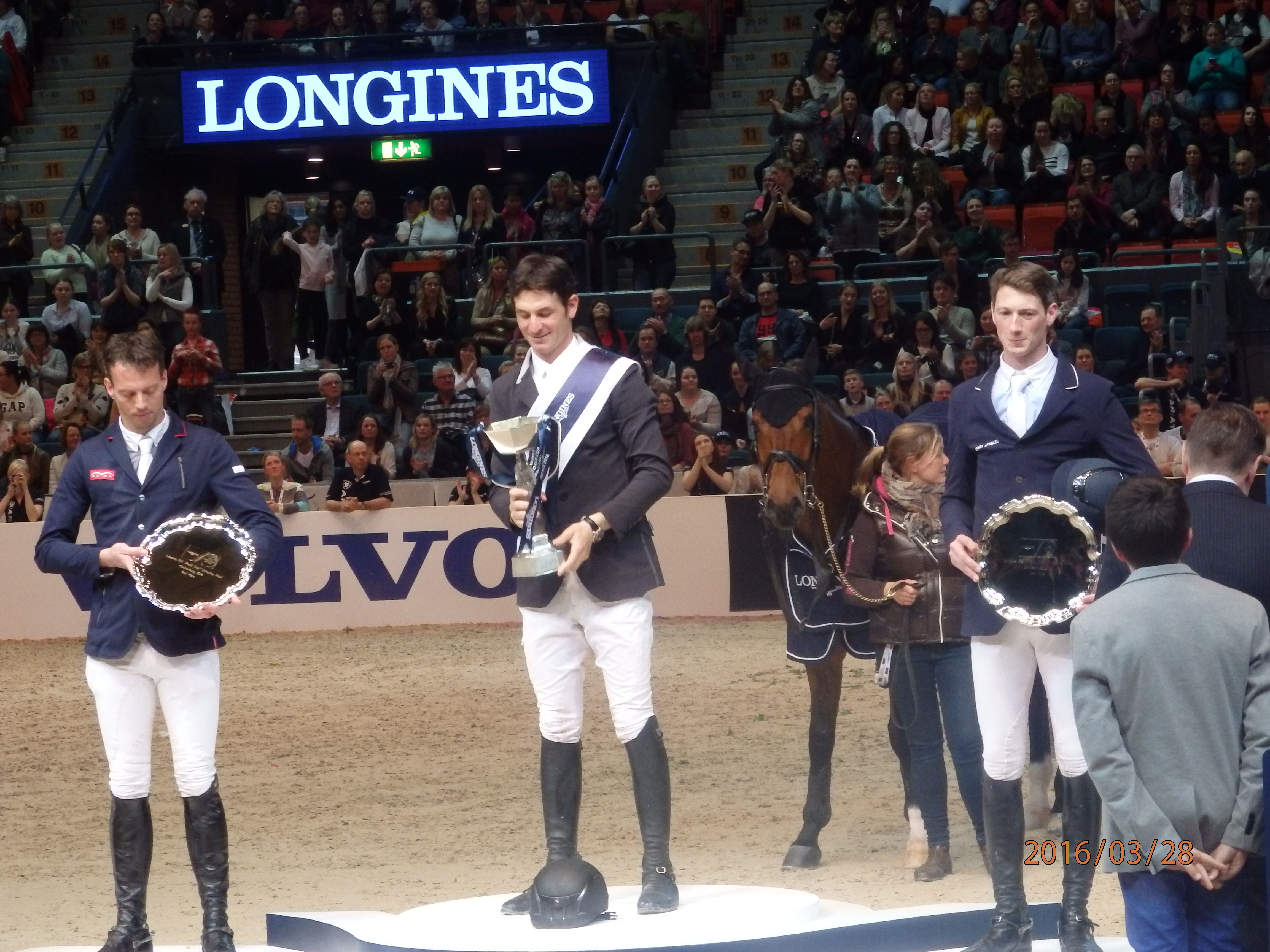
Podest beim Weltcupfinale 2016

Der Longines FEI Springreitweltcup (Longines FEI Jumping World Cup™) ist eine seit dem Jahr 1978 vom Internationalen Pferdesportverband (FEI) ausgetragene Turnierserie. Ideengeber für die Ausrichtung eines Weltcups der Springreiter ist der damalige Chefredakteur des Luzerner Tagblatts, der Schweizer Max E. Ammann, der dem Weltcup auch bis zum Jahr 2003 vorstand. Höhepunkt des Weltcups ist das jedes Jahr im April ausgetragene Weltcupfinale.
Erster Sponsor des Weltcups war Volvo. Nachfolgend, bis zum Weltcupfinale 2013, war Rolex Titelsponsor der Turnierserie. Seit der Saison 2013/2014 ist Longines neuer Titelsponsor des Springreiter-Weltcups. Bis zur Saison 2017/2018 wurde die Turnierserie als FEI-Weltcup Springreiten (FEI World Cup™ Jumping) bezeichnet.

## Qualifikation zum Weltcupfinale
Um am Weltcupfinale teilnehmen zu dürfen, müssen sich die Reiter über so genannte Ligen qualifizieren. Während es in der ersten Weltcupsaison (1978/79) nur zwei Ligen gab – eine in Europa (mit neun Qualifikationsturnieren) und eine in Nordamerika – so sind daraus in der Saison 2021/2022 inzwischen 15 Ligen geworden die sich wie folgend über die Welt verteilen:
| Liga / Subliga                     | geografische Lage | Anzahl der Teilnehmer, die sich für das Weltcupfinale qualifizieren (laut Reglement 2012/2013) | Teilnehmer bis zu folgendem Rang in der jeweiligen Ligawertung können nachrücken (inklusive „extra competitors“) |
| ---------------------------------- | --- | ---------------------------------------------------------------------------------------------- | --- |
| Westeuropaliga                     | europäische Staaten westlich der Linie Finnland – Ostsee – Deutschland – Österreich – Italien – Adriatisches Meer (inklusive der genannten Staaten) | 18                                                                                             | bis 27. Rang |
| nördliche Zentraleuropaliga        | baltische Staaten, Polen, Tschechische Republik, Slowakei, Ukraine                                                                                  | 3                                                                                              | bis 4. Rang |
| südliche Zentraleuropaliga         | Ungarn, Rumänien, Nachfolgestaaten der Sozialistischen Föderativen Republik Jugoslawien, Griechenland, Türkei                                       | 3                                                                                              | bis 4. Rang |
| Nordamerikanische Liga – Ostküste  | Östliche Bundesstaaten der Vereinigten Staaten von Amerika                                                                                          | 7 US-Amerikaner, 2 Kanadier, 2 Mexikaner                                                       | US-Amerikaner: bis 12. Rang, Kanadier und Mexikaner: jeweils bis 5. Rang                                         |
| Nordamerikanische Liga – Westküste | Westliche Bundesstaaten der Vereinigten Staaten von Amerika                                                                                         | 3 US-Amerikaner                                                                                | bis 5. Rang |
| südliche Südamerikanische Liga     | Argentinien, Brasilien, Chile, Uruguay und Paraguay                                                                                                 | 2                                                                                              | bis 4. Rang |
| Australische Liga                  | Australien | 2                                                                                              | bis 3. Rang |
| Neuseeländische Liga               | Neuseeland | 1                                                                                              | bis 2. Rang |
| Japanliga                          | Japan | 1                                                                                              | bis 2. Rang |
| Chinesische Liga                   | Volksrepublik China inklusive Hongkong | 1                                                                                              | bis 2. Rang |
| Südostasiatische Liga              | Brunei, Kambodscha, Indonesien, Malaysia, Myanmar, Philippinen, Singapur und Thailand                                                               | 1                                                                                              | bis 2. Rang |
| Zentralasiatische Liga             | Russland, Belarus, Moldau, Armenien, Aserbaidschan, Georgien, Iran, Kasachstan, Kirgisistan, Turkmenistan, Usbekistan                               | 3                                                                                              | bis 2. Rang |
| Südafrikaliga                      | Republik Südafrika | 1                                                                                              | bis 2. Rang |
| Arabische Liga – Naher Osten       | Staaten auf der Arabischen Halbinsel, Syrien, Jordanien                                                                                             | 3                                                                                              | bis 5. Rang |
| Arabische Liga – Nordafrika        | Ägypten, Marokko | 2                                                                                              | bis 5. Rang |

Im Reglement vorgesehen, aber derzeit nicht ausgerichtet werden drei Ligen:
| Liga / Subliga                          | geografische Lage                                                                                              | Anzahl der Teilnehmer, die sich für das Weltcupfinale qualifizieren (laut Reglement 2012/2013) | Teilnehmer bis zu folgendem Rang in der jeweiligen Ligawertung können nachrücken (inklusive „extra competitors“) |
| --------------------------------------- | --- | ---------------------------------------------------------------------------------------------- | --- |
| Koreanische Liga                        | Südkorea | 1                                                                                              | nachrücken nicht zulässig                                                                                        |
| Mittelamerikanische und Karibische Liga | Costa Rica, Kuba, Dominikanische Republik, El Salvador, Guatemala, Honduras, Nicaragua, Panama und Puerto Rico | 1                                                                                              | bis 2. Rang |
| nördliche Südamerikanische Liga         | Bolivien, Peru, Kolumbien, Ecuador und Venezuela                                                               | 1                                                                                              | bis 2. Rang |

Teilnehmer (bis zu dem in der voran stehenden Tabelle benannten Rang) können in das Weltcupfinale nachrücken, wenn ein anderer qualifizierter Teilnehmer auf seine Teilnahme am Weltcupfinale verzichtet.
Soweit ein Reiter seinen Wohnsitz in einem anderen Staat als seinem Heimatland hat, kann in der Liga dieses Landes teilnehmen und wird zunächst auch für diese Liga gewertet („extra competitor“). Nach Abschuss der Saison wird er wieder von der Wertung dieser Liga abgezogen, soweit er mindestens so viele Punkte wie der letzte qualifizierte Reiter aus dieser Liga erreicht hat, ist er auch für das Weltcupfinale qualifiziert.
Bis zur Saison 2009/2010 konnte die FEI an einen Reiter, der sich nicht für das Weltcupfinale qualifiziert hat, eine Wild Card vergeben, die diesem Reiter die Teilnahme an dem Weltcupfinale ermöglicht.
Eine Wild Card-Vergabe ist durch den ausrichtende nationale Reiterverband, der das Weltcupfinale ausrichtet – zum Beispiel in Deutschland die Deutsche Reiterliche Vereinigung – möglich, wenn sich kein Reiter aus diesem Land für das Weltcupfinale qualifiziert hat. Bis zur Saison 2009/2010 hatte der nationale Reiterverband unabhängig von der Anzahl seine qualifizierten Reiter die Möglichkeit zur Vergabe von zwei Wildcards.
Des Weiteren ist auch der Vorjahressieger des Weltcupfinales für das Weltcupfinale des Folgejahres qualifiziert.
Qualifikationsturniere werden als CSI-W gekennzeichnet. Außerhalb der Westeuropaliga finden die Weltcupqualifikationen zum Teil im Rahmen der Nationenpreisturniere statt und werden dann als CSIO-W gekennzeichnet. In der Westeuropaliga müssen die Qualifikationsturniere CSI 5*-Turniere sein, die Qualifikationsprüfung wiederum muss als Springprüfung mit einmaligem Stechen ausgeschrieben werden. Für die Qualifikationsprüfungen der Westeuropaliga müssen jeweils mit mindestens 85.000 € Preisgeld ausgeschrieben sein.
Anmerkungen zur Tabelle:
1. 1 2 3 4  Die angegebenen Zahlen gelten für die gesamte Zentraleuropaliga. Welche Teilnehmer aus der nördlichen und der südlichen Zentraleuropaliga qualifizieren, wird jeweils am Ende der Weltcupsaison (zeitlich vor dem Weltcupfinale) in einem Finalturnier entschieden.
2. 1 2  Getrennte Betrachtung nach Nationalitäten. Es qualifizieren sich je 2 Reiter aus Kanada und aus Mexico für das Weltcupfinale, die aus beiden nordamerikanischen Ligen ermittelt werden. Das Nachrücken richtet sich ebenfalls nach Nationalität, bei Kanadiern und Mexikanern jeweils bis zum fünftplatzierten Kanadier/Mexikaner aus der gesamten Nordamerikaliga.

### Punktevergabe
Die jeweiligen Gesamtwertungen der einzelnen Ligen ergeben sich aus Wertungspunkten, die in jeder Qualifikationsprüfung vergeben werden. Die Anzahl der Wertungspunkte, die ein Teilnehmer erhält, bestimmt sich nach der Anzahl der Teilnehmer in der Qualifikationsprüfung und nach seinem Rang in dieser. Bei 16 und mehr Teilnehmern (was in der Westeuropaliga grundsätzlich der Fall ist – in dieser dürfen maximal vierzig Teilnehmer an einer Qualifikationsprüfung teilnehmen, was aufgrund der hohen Leistungsdichte auch zumeist erreicht wird) werden die Punkte nach folgenden System vergeben: 

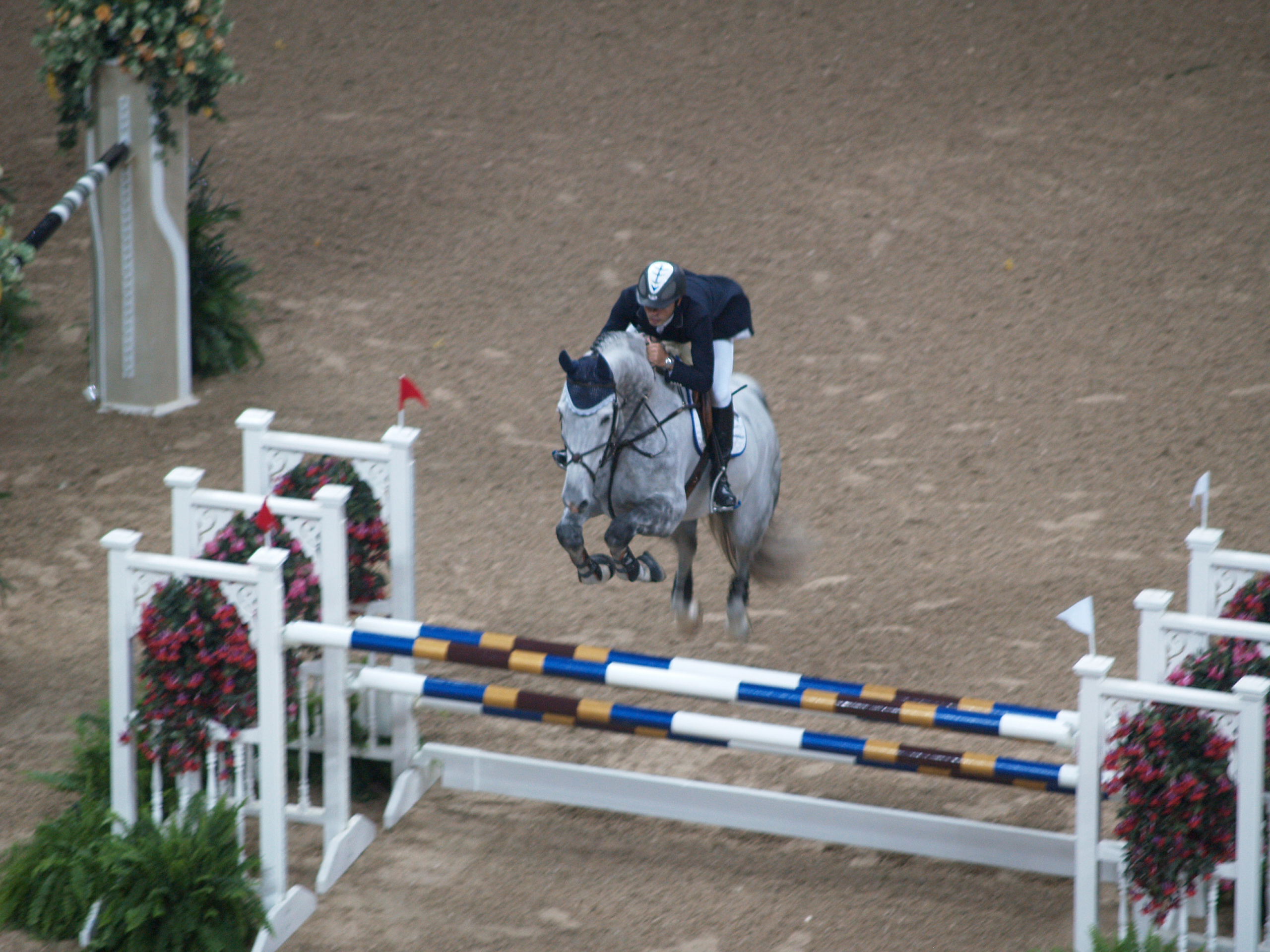
Der brasilianische Springreiter Rodrigo Pessoa mit Coeur beim Weltcupfinale 2007 in Las Vegas

- 1. Platz: 20 Wertungspunkte
- 2. Platz: 17 Wertungspunkte
- 3. Platz: 15 Wertungspunkte
- 4. Platz: 13 Wertungspunkte
- 5. Platz: 12 Wertungspunkte
- 6. Platz: 11 Wertungspunkte
- 7. Platz: 10 Wertungspunkte
- 8. Platz: 9 Wertungspunkte
- 9. Platz: 8 Wertungspunkte
- 10. Platz: 7 Wertungspunkte
- 11. Platz: 6 Wertungspunkte
- 12. Platz: 5 Wertungspunkte
- 13. Platz: 4 Wertungspunkte
- 14. Platz: 3 Wertungspunkte
- 15. Platz: 2 Wertungspunkte
- 16. Platz: 1 Wertungspunkt

## Das Weltcupfinale
Das Weltcupfinale findet jeweils im April, am Ende einer Weltcupsaison, statt. Der Austragungsort wechselt hierbei jährlich.
Das Weltcupfinale besteht aus drei Teilprüfungen, deren Ergebnisse zusammengerechnet werden. Der Reiter / die Reiterin mit der geringsten Anzahl an Fehlerpunkten nach allen Teilprüfungen ist der Weltcupsieger der jeweiligen Weltcupsaison. Die Teilprüfungen werden, über vier Tage verteilt (dritter Tag ist Ruhetag), nach folgendem Reglement ausgetragen:
| Teilprüfung        | Prüfungsart | Höhe der Sprünge          | Wertungssystem |
| ------------------ | --- | ------------------------- | --- |
| erste Teilprüfung  | Zeitspringprüfung (Sieger ist der Reiter, der die niedrigste Zeit für den Umlauf benötigt hat, Stangenabwürfe werden in Zeit umgerechnet – vier Sekunden je Abwurf) | bis 1,50 Meter            | Der Sieger erhält einen Wertungspunkt mehr als Reiter an der Prüfung teilgenommen haben; der Zweitplatzierte erhält einen Wertungspunkt weniger als Reiter an der Prüfung teilgenommen haben; alle nachfolgenden Reiter erhalten jeweils einen Wertungspunkt weniger als der vor ihnen platzierte Teilnehmer. |
| zweite Teilprüfung | Springprüfung mit einmaligem Stechen (Alle Teilnehmer mit der geringsten Anzahl an Stangenabwürfen und Verweigerungen – im Regelfall null – kommen in das Stechen; Der Reiter mit den wenigsten Stangenabwürfen und Verweigerungen im Stechen gewinnt die Prüfung, bei Punktgleichheit entscheidet die benötigte Zeit.)                          | 1,50 Meter bis 1,60 Meter | gleiches Wertungssystem wie in der ersten Teilprüfung |
|                    | |                           | Nach den ersten beiden Teilprüfungen werden die erreichten Punkte der Teilnehmer zusammengerechnet. Anschließend werden diese Wertungspunkte in Fehlerpunkte umgerechnet. Der Teilnehmer mit der höchsten Anzahl an Wertungspunkten wird in Folge mit null Fehlerpunkten gewertet; für alle anderen Teilnehmer gilt: Der Abstand zwischen ihren Wertungspunkten und den Wertungspunkten des Führenden werden mit 0,5 multipliziert – Das Ergebnis bildet ihre Anzahl an Fehlerpunkten. Im Fall, dass sich hierbei halbe Punkte ergeben, so werden diese auf ganze Zahlen abgerundet. |
| dritte Teilprüfung | Springprüfung mit zwei Umläufen (Beide Umläufe sind gleich lang mit derselben Anzahl an Hindernissen, wobei die Schwierigkeit im zweiten Umlauf erhöht ist. Gewinner sind alle Teilnehmer, die die niedrigste Anzahl an Stangenabwürfen und Verweigerungen in beiden Umläufen zusammengerechnet erreichen. Die Zeit spielt hierbei keine Rolle.) | 1,50 Meter bis 1,60 Meter | Die Fehlerpunkte (ergeben sich aus der Anzahl der Stangenabwürfe und Verweigerungen) aus den beiden Umläufen werden mit den Fehlerpunkten, die nach der zweiten Teilprüfung errechnet wurden, addiert. Der Reiter / die Reiterin mit den insgesamt wenigsten Fehlerpunkten ist Weltcupsieger. Sollten zwei oder mehr Teilnehmer zu diesem Zeitpunkt mit gleich vielen Fehlerpunkten in Führung liegen, entscheidet ein nachfolgendes Stechen zwischen diesen Teilnehmern über den Weltcupsieg.                                                                                       |

Jeder Reiter kann mit bis zu zwei Pferden im Weltcupfinale starten, wobei in jeder Teilprüfung nur ein Pferd pro Reiter gestartet werden darf. Da die Gesamtwertung reiterbezogen ist, werden somit die Ergebnisse der Teilprüfungen auch dann zusammengerechnet, wenn ein Reiter mit mehr als einem Pferd gestartet ist. Dieses Reglement wurde im Jahr 1981 eingeführt.

## Siehe auch

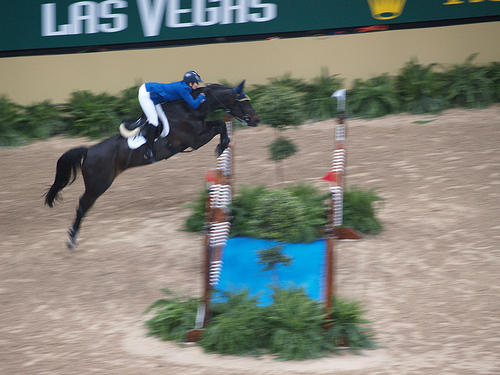
Die belgische Reiterin Judy-Ann Melchior mit ihrem Pferd Grande Dame Z beim Weltcupfinale 2007 in Las Vegas

### Bisherige Sieger und Platzierte
| Weltcup- Saison | Austragungsort des Weltcupfinales     | Weltcupsieger | Zweitplatzierter | Drittplatzierter |
| --------------- | ------------------------------------- | --- | --- | --- |
| 1978/1979       | Göteborg                              | Hugo Simon ( Österreich) mit Gladstone | Katie Monahan ( Vereinigte Staaten) mit The Jones Boy | Norman Dello Joio ( Vereinigte Staaten) mit Allegro und Eddie Macken ( Irland) mit Carrolls of Dundalk |
| 1979/1980       | Baltimore                             | Conrad Homfeld ( Vereinigte Staaten) mit Balbuco | Melanie Smith ( Vereinigte Staaten) mit Calypso | Paul Schockemöhle ( BR Deutschland) mit El Paso |
| 1980/1981       | Birmingham                            | Michael Matz ( Vereinigte Staaten) mit Jet Run | Donald Cheska ( Vereinigte Staaten) mit Southside | Hugo Simon ( Österreich) mit Gladstone |
| 1981/1982       | Göteborg                              | Melanie Smith ( Vereinigte Staaten) mit Calypso – 0 Fehlerpunkte | Paul Schockemöhle ( BR Deutschland) mit Akrobat – 1 Fehlerpunkt | Hugo Simon ( Österreich) mit Gladstone und John Whitaker ( Vereinigtes Königreich) mit Ryan’s Son – jeweils 10 Fehlerpunkte |
| 1982/1983       | Wien                                  | Norman Dello Joio ( Vereinigte Staaten) mit I Love You – 0 Fehlerpunkte | Hugo Simon ( Österreich) mit Gladstone – 4 Fehlerpunkte | Melanie Smith ( Vereinigte Staaten) mit Calypso – 7,50 Fehlerpunkte |
| 1983/1984       | Göteborg                              | Mario Deslauriers ( Kanada) mit Aramis – 4 Fehlerpunkte | Norman Dello Joio ( Vereinigte Staaten) mit I Love You und Nelson Pessoa ( Brasilien) mit Moët & Chandon Larramy – jeweils 5 Fehlerpunkte | Norman Dello Joio ( Vereinigte Staaten) mit I Love You und Nelson Pessoa ( Brasilien) mit Moët & Chandon Larramy – jeweils 5 Fehlerpunkte |
| 1984/1985       | West-Berlin                           | Conrad Homfeld ( Vereinigte Staaten) mit Abdullah – 3 Fehlerpunkte | Nick Skelton ( Vereinigtes Königreich) mit Everest St James – 4 Fehlerpunkte | Pierre Durand ( Frankreich) mit Jappeloup – 8,50 Fehlerpunkte |
| 1985/1986       | Göteborg                              | Leslie Burr Lenehan ( Vereinigte Staaten) mit McLain – 0 Fehlerpunkte | Ian Millar ( Kanada) mit Big Ben – 13 Fehlerpunkte | Conrad Homfeld ( Vereinigte Staaten) mit Maybe – 16,50 Fehlerpunkte |
| 1986/1987       | Paris                                 | Katharine Burdsall ( Vereinigte Staaten) mit The Natural – 4,50 Fehlerpunkte | Philippe Rozier ( Frankreich) mit Malesan Jiva – 7,50 Fehlerpunkte | Lisa Jacquin ( Vereinigte Staaten) mit For the Moment – 8 Fehlerpunkte |
| 1987/1988       | Göteborg                              | Ian Millar ( Kanada) mit Big Ben – 4 Fehlerpunkte | Pierre Durand ( Frankreich) mit Jappeloup de Luze – 8,50 Fehlerpunkte | Philippe Le Jeune ( Belgien) mit Nistria – 12,50 Fehlerpunkte |
| 1988/1989       | Tampa                                 | Ian Millar ( Kanada) mit Big Ben – 0 Fehlerpunkte | John Whitaker ( Vereinigtes Königreich) mit Next Milton – 10,75 Fehlerpunkte | George Lindeman ( Vereinigte Staaten) mit Jupiter – 14,50 Fehlerpunkte |
| 1989/1990       | Dortmund                              | John Whitaker ( Vereinigtes Königreich) mit Henderson Milton – 4 Fehlerpunkte | Pierre Durand ( Frankreich) mit Jappeloup de Luze – 12,50 Fehlerpunkte | Franke Sloothaak ( BR Deutschland) mit Walzerkönig – 14 Fehlerpunkte |
| 1990/1991       | Göteborg                              | John Whitaker ( Vereinigtes Königreich) mit Henderson Milton – 1,50 Fehlerpunkte | Nelson Pessoa ( Brasilien) mit Special Envoy – 5 Fehlerpunkte | Roger-Yves Bost ( Frankreich) mit Norton de Rhuys – 5,50 Fehlerpunkte |
| 1991/1992       | Del Mar                               | Thomas Frühmann ( Österreich) mit Genius – 0 Fehlerpunkte | Lesley McNaught-Mändli ( Schweiz) mit Pirol – 10,50 Fehlerpunkte | Markus Fuchs ( Schweiz) mit Interpane Shandor – 11 Fehlerpunkte |
| 1992/1993       | Göteborg                              | Ludger Beerbaum ( Deutschland) mit Almox Ratina Z – 8 Fehlerpunkte | John Whitaker ( Vereinigtes Königreich) mit Everest Grannush & Everest Milton – 10,50 Fehlerpunkte | Michael Matz ( Vereinigte Staaten) mit Rhum – 12,50 Fehlerpunkte |
| 1993/1994       | ’s-Hertogenbosch                      | Jos Lansink ( Niederlande) mit Bollvorms Libero H – 0 Fehlerpunkte | Franke Sloothaak ( Deutschland) mit Dorina & Weihaiwej – 9,50 Fehlerpunkte | Michael Whitaker ( Vereinigtes Königreich) mit Midnight Madness – 14 Fehlerpunkte |
| 1994/1995       | Göteborg                              | Nick Skelton ( Vereinigtes Königreich) mit Everest Dollar Girl – 7 Fehlerpunkte | Lars Nieberg ( Deutschland) mit For Pleasure – 9 Fehlerpunkte | Lesley McNaught-Mändli ( Schweiz) mit Barcelona SVH & Doenhoff – 13 Fehlerpunkte |
| 1995/1996       | Genf                                  | Hugo Simon ( Österreich) mit E.T. – 10 Fehlerpunkte (0 Fehlerpunkte in 49,03 Sekunden in einem gesonderten Stechen) | Willi Melliger ( Schweiz) mit Calvaro V – 10 Fehlerpunkte (0 Fehlerpunkte in 51,10 Sekunden in einem gesonderten Stechen) | Nick Skelton ( Vereinigtes Königreich) mit Dollar Girl – 11 Fehlerpunkte |
| 1996/1997       | Göteborg                              | Hugo Simon ( Österreich) mit E.T. FRH – 0 Fehlerpunkte | John Whitaker ( Vereinigtes Königreich) mit Granush & Welham – 3,50 Fehlerpunkte | Franke Sloothaak ( Deutschland) mit San Patrignano Joly – 6 Fehlerpunkte |
| 1997/1998       | Helsinki                              | Rodrigo Pessoa ( Brasilien) mit Loro Piana Baloubet du Rouet – 6,50 Fehlerpunkte | Lars Nieberg ( Deutschland) mit Esprit – 7,50 Fehlerpunkte | Ludger Beerbaum ( Deutschland) mit P.S. Priamos – 12,50 Fehlerpunkte |
| 1998/1999       | Göteborg                              | Rodrigo Pessoa ( Brasilien) mit Gandini Baloubet du Rouet – 4 Fehlerpunkte | Trevor Coyle ( Irland) mit Cruising – 5,50 Fehlerpunkte | Rene Tebbel ( Deutschland) mit Radiator – 8,25 Fehlerpunkte |
| 1999/2000       | Las Vegas                             | Rodrigo Pessoa ( Brasilien) mit Baloubet du Rouet – 0 Fehlerpunkte | Markus Fuchs ( Schweiz) mit Tinkas Boy – 7,50 Fehlerpunkte | Beat Mändli ( Schweiz) mit Pozitano – 10 Fehlerpunkte |
| 2000/2001       | Göteborg                              | Markus Fuchs ( Schweiz) mit Tinkas Boy – 5 Fehlerpunkte (0 Fehlerpunkte in 35,25 Sekunden in einem gesonderten Stechen) | Rodrigo Pessoa ( Brasilien) mit Baloubet du Rouet – 5 Fehlerpunkte (8 Fehlerpunkte in 33,90 Sekunden in einem gesonderten Stechen) | Michael Whitaker ( Vereinigtes Königreich) mit Handel II – 8 Fehlerpunkte |
| 2001/2002       | Leipzig                               | Otto Becker ( Deutschland) mit Dobels Cento – 7 Fehlerpunkte | Ludger Beerbaum ( Deutschland) mit Gladdys S – 8 Fehlerpunkte | Rodrigo Pessoa ( Brasilien) mit Baloubet du Rouet – 11 Fehlerpunkte |
| 2002/2003       | Las Vegas                             | Marcus Ehning ( Deutschland) mit Anka – 2 Fehlerpunkte | Rodrigo Pessoa ( Brasilien) mit Baloubet du Rouet – 6 Fehlerpunkte | Malin Baryard ( Schweden) mit H&M Butterfly Flip 8 Fehlerpunkte |
| 2003/2004       | Mailand                               | Bruno Brouqpsault ( Frankreich) mit Deleme de Cephe – 0 Fehlerpunkte | Meredith Michaels-Beerbaum ( Deutschland) mit Shutterfly – 4 Fehlerpunkte | Markus Fuchs ( Schweiz) mit Tinkas Boy – 8 Fehlerpunkte |
| 2004/2005       | Las Vegas                             | Meredith Michaels-Beerbaum ( Deutschland) mit Shutterfly – 4 Fehlerpunkte | Michael Whitaker ( Vereinigtes Königreich) mit Portofino – 7 Fehlerpunkte | Marcus Ehning ( Deutschland) mit Gitania und Lars Nieberg ( Deutschland) mit Lucie – jeweils 9 Fehlerpunkte |
| 2005/2006       | Kuala Lumpur                          | Marcus Ehning ( Deutschland) mit Sandro Boy – 0 Fehlerpunkte | Jessica Kürten ( Irland) mit Castel Forbes Libertina – 1 Fehlerpunkt | Beat Mändli ( Schweiz) mit Ideo du Thot – 4 Fehlerpunkte |
| 2006/2007       | Las Vegas                             | Beat Mändli ( Schweiz) mit Ideo du Thot – 5 Fehlerpunkte | Daniel Deußer ( Deutschland) mit Air Jordan Z – 11 Fehlerpunkte | Markus Beerbaum ( Deutschland) mit Leena und Steve Guerdat ( Schweiz) mit Tresor V – jeweils 12 Fehlerpunkte |
| 2007/2008       | Göteborg                              | Meredith Michaels-Beerbaum ( Deutschland) mit Shutterfly – 4 Fehlerpunkte | Rich Fellers ( Vereinigte Staaten) mit Flexible – 6 Fehlerpunkte | Heinrich-Hermann Engemann ( Deutschland) mit Aboyeur W – 9 Fehlerpunkte |
| 2008/2009       | Las Vegas                             | Meredith Michaels-Beerbaum ( Deutschland) mit Shutterfly – 0 Fehlerpunkte | McLain Ward ( Vereinigte Staaten) mit Sapphire – 2 Fehlerpunkte | Albert Zoer ( Niederlande) mit Oki Doki – 4 Fehlerpunkte |
| 2009/2010       | Le Grand-Saconnex bei Genf            | Marcus Ehning ( Deutschland) mit Noltes Küchengirl & Plot Blue – 6 Fehlerpunkte | Ludger Beerbaum ( Deutschland) mit Gotha und Pius Schwizer ( Schweiz) mit Ulysse & Carlina – jeweils 7 Fehlerpunkte | Ludger Beerbaum ( Deutschland) mit Gotha und Pius Schwizer ( Schweiz) mit Ulysse & Carlina – jeweils 7 Fehlerpunkte |
| 2010/2011       | Leipzig (Weltcupfinale 2011)          | Christian Ahlmann mit Taloubet Z – 4 Fehlerpunkte | Eric Lamaze mit Hickstead – 10 Fehlerpunkte | Jeroen Dubbeldam mit Simon – 11 Fehlerpunkte |
| 2011/2012       | ’s-Hertogenbosch (Weltcupfinale 2012) | Rich Fellers mit Flexible – 1 Fehlerpunkt (0 Fehlerpunkte in 25,97 Sekunden in einem gesonderten Stechen) | Steve Guerdat mit Nino des Buissonnets – 1 Fehlerpunkt (0 Fehlerpunkte in 26,61 Sekunden in einem gesonderten Stechen) | Pius Schwizer mit Ulysse & Carlina – 5 Fehlerpunkte |
| 2012/2013       | Göteborg (Weltcupfinale 2013)         | Beezie Madden mit Simon – 0 Fehlerpunkte (0 Fehlerpunkte in 41,66 Sekunden in einem gesonderten Stechen) | Steve Guerdat mit Nino des Buissonnets – 8 Fehlerpunkte (8 Fehlerpunkte in 30,33 Sekunden in einem gesonderten Stechen) | Kevin Staut mit Silvana HDC – 10 Fehlerpunkte |
| 2013/2014       | Lyon (Weltcupfinale 2014)             | Daniel Deußer mit Cornet d'Amour – 2 Fehlerpunkte | Ludger Beerbaum mit Chaman & Chiara – 4 Fehlerpunkte | Scott Brash mit Ursula XII – 5 Fehlerpunkte |
| 2014/2015       | Las Vegas (Weltcupfinale 2015)        | Steve Guerdat mit Paille – 8 Fehlerpunkte | Pénélope Leprevost mit Vagabond de la Pomme – 9 Fehlerpunkte (65,30 Sekunden im letzten Umgang) | Bertram Allen mit Molly Malone V – 9 Fehlerpunkte (65,87 Sekunden im letzten Umgang) |
| 2015/2016       | Göteborg (Weltcupfinale 2016)         | Steve Guerdat mit Corbinian – 0 Fehlerpunkte | Harrie Smolders mit Emerald- 3 Fehlerpunkte (65,45 Sekunden im letzten Umgang) | Daniel Deußer mit Cornet d'Amour- 3 Fehlerpunkte (66,17 Sekunden im letzten Umgang) |
| 2016/2017       | Omaha (Weltcupfinale 2017)            | McLain Ward mit HH Azur – 0 Fehlerpunkte | Romain Duguet mit Twentytwo des Biches – 4 Fehlerpunkte | Henrik von Eckermann mit Mary Lou – 8 Fehlerpunkte |
| 2017/2018       | Paris (Weltcupfinale 2018)            | Beezie Madden mit Breitling – 4 Fehlerpunkte | Devin Ryan mit Eddie Blue – 6 Fehlerpunkte | Henrik von Eckermann mit Mary Lou – 8 Fehlerpunkte |
| 2018/2019       | Göteborg (Weltcupfinale 2019)         | Steve Guerdat mit Alamo – 2 Fehlerpunkte | Martin Fuchs mit Clooney – 3 Fehlerpunkte | Peder Fredricson mit All In und Catch me not S – 5 Fehlerpunkte |
| 2019/2020       | Las Vegas                             | Vorsorglich aufgrund der COVID-19-Pandemie abgesagt | Vorsorglich aufgrund der COVID-19-Pandemie abgesagt | Vorsorglich aufgrund der COVID-19-Pandemie abgesagt |
| 2020/2021       | Göteborg                              | Abgesagt: Nach einem Ausbruch des Equinen Herpesvirus 1 (EHV-1) bei einem Turnier in Valencia, welches durch weiterreisende Pferde in Folge auf anderen Turnieren eingeschleppt wurde, untersagte die FEI alle europäischen Turniere vom Anfang März bis zum 11. April 2021. | Abgesagt: Nach einem Ausbruch des Equinen Herpesvirus 1 (EHV-1) bei einem Turnier in Valencia, welches durch weiterreisende Pferde in Folge auf anderen Turnieren eingeschleppt wurde, untersagte die FEI alle europäischen Turniere vom Anfang März bis zum 11. April 2021. | Abgesagt: Nach einem Ausbruch des Equinen Herpesvirus 1 (EHV-1) bei einem Turnier in Valencia, welches durch weiterreisende Pferde in Folge auf anderen Turnieren eingeschleppt wurde, untersagte die FEI alle europäischen Turniere vom Anfang März bis zum 11. April 2021. |
| 2021/2022       | Leipzig (Weltcupfinale 2022)          | Martin Fuchs mit Chaplin und The Sinner – 5 Fehlerpunkte | Harrie Smolders mit Monaco – 8 Fehlerpunkte (61,99 Sekunden im letzten Umlauf) | Jens Fredricson mit Markan Cosmopolit – 8 Fehlerpunkte (62,35 Sekunden im letzten Umlauf) |
| 2022/2023       | Omaha (Weltcupfinale 2023)            | | | |
| 2023/2024       | Riad (Weltcupfinale 2024)             | | | |
| 2024/2025       | Basel (Weltcupfinale 2025)            | | | |
| 2025/2026       | Fort Worth (Weltcupfinale 2026)       | | | |